# Иванов, Андрей Анатольевич (драматург)
Андре́й Анато́льевич Ивано́в (род. 10 апреля 1984, Благовещенск, СССР) — белорусский и российский драматург, сценарист, прозаик, поэт. Номинант премии «Золотая маска».

## Биография
Родился 10 апреля 1984 года в Благовещенске. Окончил филологический факультет Брестского государственного университета имени А. С. Пушкина по специальности «Русский язык и литература».
В 2013 году пьеса Иванова «Это всё она» вошла в финал Международного конкурса драматургов «Евразия» и фестиваля молодой драматургии «Любимовка».
В 2016 году пьеса «Крестовый поход детей» победила на Международном конкурсе драматургии «Баденвайлер».
В 2017 году на конкурсе конкурсов «Кульминация» пьеса «С училища» признана «Пьесой года» и исполнена Мастерской Дмитрия Брусникина школы-студии МХАТ.
В 2018 году за спектакль «Сучилища» Серовского театра драмы им. А. П. Чехова Иванов был номинирован на премию «Золотая маска» в номинации «Лучшая работа драматурга».
Иванов неоднократно становился финалистом множества конкурсов русскоязычной драматургии, среди которых: семинар Союза театральных деятелей «Авторская сцена», «Исходное событие», «Действующие лица» театра «Школа современной пьесы». Пьесы и киносценарии публиковались в журналах «Октябрь», «Современная драматургия», иностранных сборниках и альманахах; переводились на испанский, румынский, немецкий, английский и польский языки.
Пьесы Иванова ставились в Польше, Беларуси, Эстонии, Украине, России, Латвии, Чехии, Уругвае.
Член Союза писателей Москвы.

## Произведения

### Пьесы
- «Это всё она»
- «С училища»
- «Красный волк»
- «Крик чаек»
- «Крестовый поход детей»
- «Женя на кухне»

### Киносценарии
- «Шахид»

## Фильмография

### Сценарист
- 2018 — Лучше, чем люди
- 2020 — #С_училища
- 2020 — Один вдох
- 2022 — Эпидемия (второй сезон)

## Спектакли
- «Это всё она» Даугавпилсский театр, Латвия[11]
- «Це все вона» Киевский академический Молодой театр, Украина[12]
- «Это всё она» Иркутский областной театр юного зрителя имени А. Вампилова[13]
- «To všechno ona», театр «H2O», Прага, Чехия[14]
- «Todo por culpa de ella», театр El Galpon, Монтевидео, Уругвай[15]
- «See kõik on tema», Rakvere teater, Раквере, Эстония[16]
- «Это всё она», Тильзит-театр, Советск[17]
- «Это всё она», Прокопьевский драматический театр имени Ленинского комсомола[18]
- «Это всё она», Норильский Заполярный театр драмы имени Вл. Маяковского[19]
- «Это всё она», Новый молодёжный театр, Нижний Тагил[20]
- «Гэта ўсё яна», Республиканский театр белорусской драматургии, Минск, Беларусь[21]
- «Гэта ўсё яна», Национальный академический драматический театр имени Якуба Коласа, Витебск, Беларусь[22]
- «С училища», Московский драматический театр имени А. С. Пушкина[23]
- «С училища», Рязанский областной театр драмы[24]
- «С училища», «Один театр», Краснодар[25]
- «С училища», Art-corporation, Минск, Беларусь[26]
- «Сучилища», Серовский театр драмы имени А. П. Чехова[27]
- "Сучилища", Ульяновский молодёжный театр им. Александрова Б.В.
- «С училища», иммерсивный спектакль артистов Красноярского драматического театра имени А. С. Пушкина и «Yushin Brothers»[28]
- «С училища», Театр «Новая сцена», Белгород[29]
- «Вона його любила», Одесский академический украинский музыкально-драматический театр им. В. Василько, Украина[30]
- «Это всё она», Могилёвский областной театр драмы и комедии имени В. И. Дугина-Марцинкевича, Бобруйск, Беларусь
- «To wszystko przez nią», Teatr «nie ma». Щецин, Польша[31]
- «Это все она», видео-спектакль, драматический театр им. Кирпича, Сарапул
- «С училища», театр «Новая драма», Иркутск

## Публикации
- Андрей Иванов. Это всё она. Журнал «Октябрь», № 9, 2013[32]
- Andrey Ivanov. To wszystko przez nią" (Перевод пьесы «Это все она» на польский язык). «Nowa dramaturgia bialoruska. Tom 2» (Сборник). Варшава 2014[33]
- Андрей Иванов. Шахид. Игра в кости. (Сборник киносценариев)/ Союз писателей Москвы. Издательство «Воймега». 2015[34]
- Андрей Иванов. Красный волк. Журнал «Современная драматургия». № 1, 2016[35]
- Andrej Iwanow. Mowenschreie (Перевод пьесы «Крики чаек» на немецкий язык). «Next stage Europe»(Сборник)/ Goethe institut. 2016[36]
- Андрей Иванов. С училища. «Сюжеты» № 34 : [сборник пьес] / Союз театральных деятелей России. Москва. 2017
- Андрей Иванов. С училища. «Кульминация. Современная драматургия» Пьеса года-2017. (Сборник). — М.: Фонд «Фонд развития современного искусства», 2017[37]
- Андрей Иванов. С училища. Журнал «Современная драматургия». № 1, 2018
- Андрей Иванов. С училища. Лучшие пьесы 2017 (Сборник). — М.: НФ Всероссийский драматургический конкурс «Действующие лица». Москва. Издательство «Лайвбук». 2018[38]
- Andrey Ivanov. Printesa de cartier. La Rae (Переводы пьесы «С училища» на румынский и испанский языки). "Antologia pieselor presentate in sectiunea «spectacole-lectura» (Сборник) / Festivalul international de Teatru de la Sibiu 2018. Издательство «Paideia». 2018[39]